# Salvia lanceolata
Salvia lanceolata es una especie de arbusto perennifolio de la familia de las lamiáceas. Es originaria de una pequeña área en el Cabo de Buena Esperanza en Sudáfrica. Normalmente se encuentra creciendo en suelo arenoso a nivel del mar, y en las colinas secas y tierra plana de hasta 250 m de altitud. 

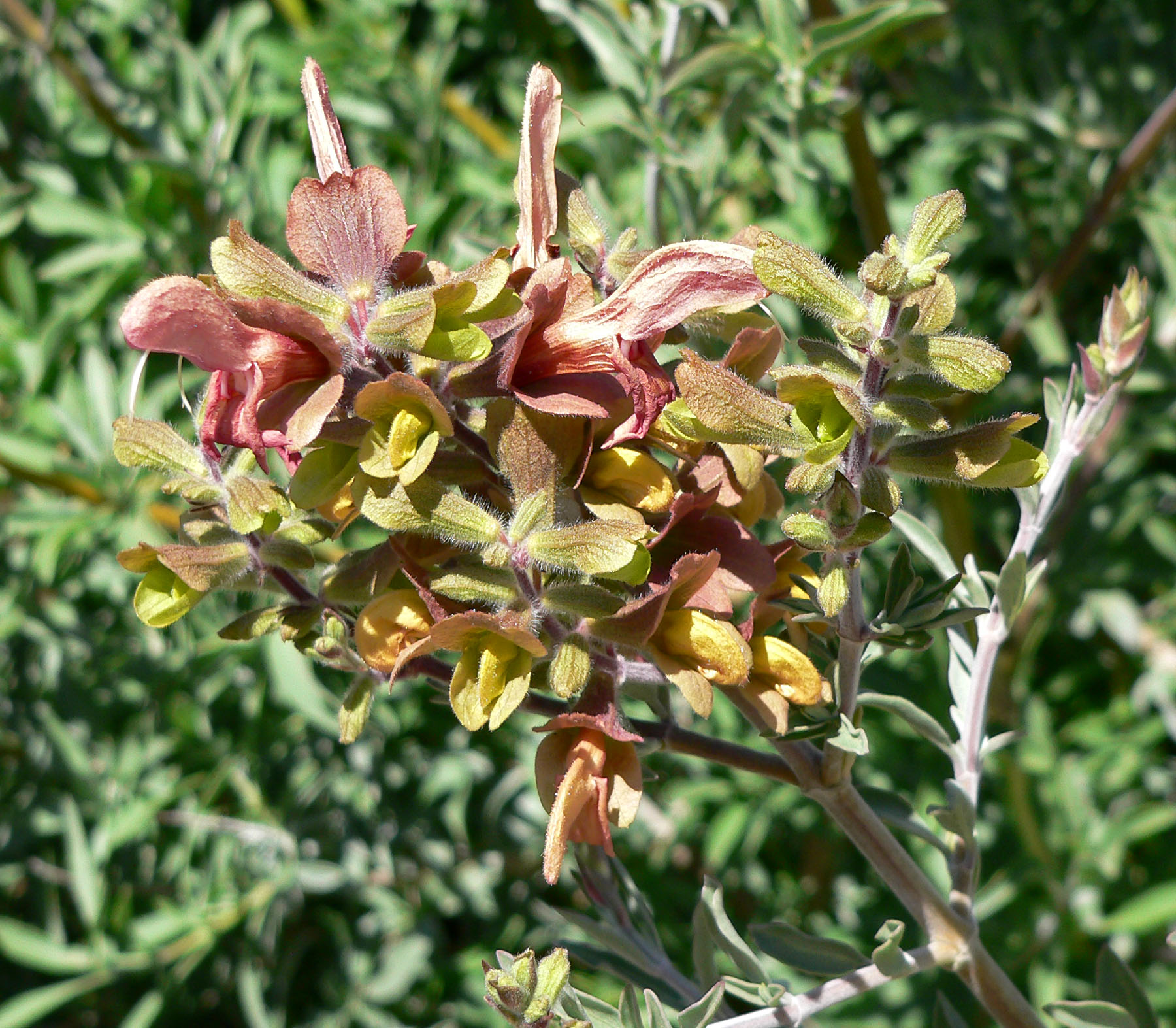
Vista de la planta en flor

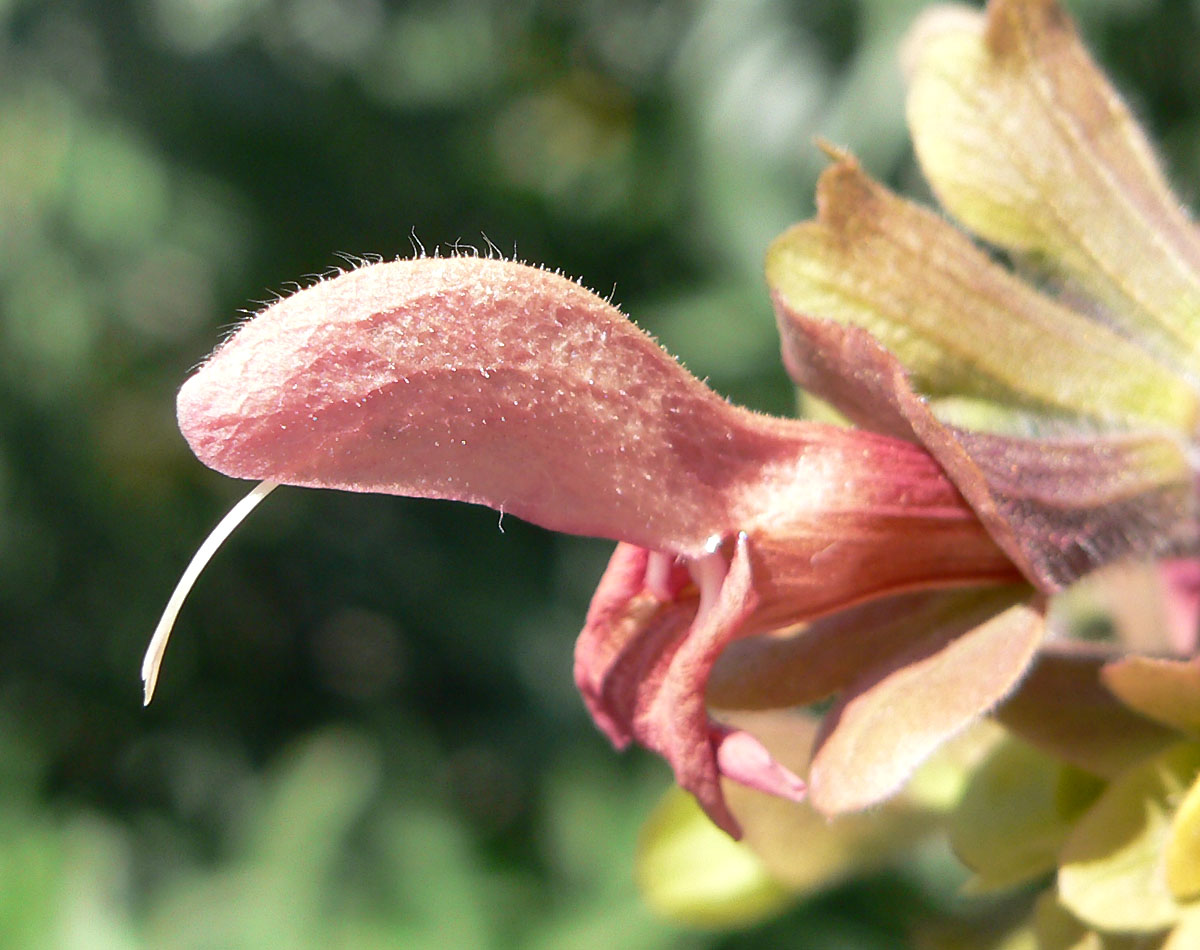
Detalle de la flor

## Descripción
Salvia lanceolata es un arbusto muy ramificado que alcanza un tamaño de 0,75 m de altura y 30 cm de ancho, con tallos que se vuelven leñosos y de color marrón claro a medida que envejecen. Las hojas son lanceoladas y siempre verdes, con textura gruesa, y glaucas con un tono verde. El cáliz se expande después de que las flores son fertilizadas, volviéndose rosa. Las flores son una inusual color marrón rosado. La planta florece durante un largo período, de mayo a noviembre.

## Usos
Cuando se rompen, las hojas desprenden un aroma que recuerda a la pimienta con limón, y se utiliza en el sur de África para cocinar, por lo general con el pescado.

## Taxonomía
Salvia lanceolata fue descrita por Pierre Marie Auguste Broussonet y publicado en Elenchus Plantarum Horti Botanici Monspeliensis 15. 1805.
Etimología
Ver: Salvia
lanceolata: epíteto latino que significa "con forma de lanza".
Sinonimia
- Salvia diversifolia Benth.
- Salvia hastifolia E.Mey.
- Salvia hastifolia Benth.
- Salvia lanceifolia Poir.
- Salvia nivea Thunb.[4][5]